# Дельта Возничего
Дельта Возничего (лат. δ Aurigae), 33 Возничего (лат. 33 Aurigae), HD 40035 — кратная звезда в созвездии Возничего на расстоянии приблизительно 142 световых лет (около 43 парсеков) от Солнца. Видимая звёздная величина звезды — +3,72m. Возраст звезды оценивается как около 1,3 млрд лет.

## Характеристики
Первый компонент — оранжевый гигант спектрального класса K0IIIb. Масса — около 1,76 солнечной, радиус — около 13,7 солнечных, светимость — около 76,856 солнечных. Эффективная температура — около 4710 К. Орбитальный период — около 1283,4 суток (3,5138 лет).
Второй компонент — TYC 3750-133-1. Видимая звёздная величина звезды — +12,3m. Удалён на 115,4 угловых секунды.
Третий компонент (HD 233188) — белая звезда спектрального класса A0. Радиус — около 1,56 солнечных, светимость — около 8,392 солнечных. Эффективная температура — около 7861 К. Видимая звёздная величина звезды — +10,04m. Удалён на 197,1 угловых секунды.